# Aşağı Salamabad
Aşağı Salamabad è un comune dell'Azerbaigian situato nel distretto di Yevlax. Conta una popolazione di 923 abitanti.